# Rhein-Neckar-Tram 2020
Rhein-Neckar-Tram 2020 (RNT 2020) (oznaczenie producenta ForCity Smart 36T, 37T i 38T) – seria tramwajów niskopodłogowych wyprodukowanych przez Škoda Transportation dla regionu Rhein-Neckar. RNT 2020 ma być eksploatowany na wszystkich trasach obsługiwanych przez przedsiębiorstwo Rhein-Neckar-Verkehr GmbH (RNV) i zastąpić tramwaje wyprodukowane w latach 1960–2000.

## Konstrukcja
Tramwaje Rhein-Neckar-Tram 2020 zaprojektowano jako dwukierunkowe. Jest to szczególnie ważne w przypadku eksploatacji w Heidelbergu, ponieważ jest tam eksploatowanych tylko kilka pętli tramwajowych. Dzięki zamontowaniu drzwi po obu stronach nadwozia możliwa jest eksploatacja na liniach sieci międzymiastowej, w której perony znajdują się po lewej lub po prawej stronie toru. Tramwaje rozwijają prędkość maksymalną 80 km/h.

## Zamówienie
Zamówienie obejmuje 80 tramwajów i ma wartość 265 milionów euro. Wagony są produkowane przez czeskiego producenta Škoda Transportation w zakładach w Czechach i Finlandii. RNT 2020 opiera się konstrukcyjnie na tramwaju Škoda Artic.
Warianty 37 i 38T zostały zaprojektowane jako „pozornie” dwukierunkowe, ponieważ posiadają tylko jedną kabinę motorniczego i drzwi po obu stronach. Są one eksploatowane wyłącznie w składach podwójnych. Drugi koniec tramwaju jest wyposażony w przejście, dzięki czemu pasażerowie mogą przejść z jednej części składu do drugiej. Zaletą jest to, że w przypadku usterki drugą połowę składu można łatwo złożyć ponownie, a następnie wyekspediować w dalszą podróż z pasażerami.
Rozwiązanie z tramwajami łączonymi przejściem ma na celu uniknięcie konieczności każdorazowego zestawiania składów dla pasażerów w godzinach szczytu. Co więcej, na tej samej przestrzeni jest więcej miejsca dla pasażerów. 60-metrowe składy traktowane jako jednostka są obecnie (2024 r.) najdłuższymi tramwajami wąskotorowymi na świecie.

## Eksploatacja
Pierwszy tramwaj, o numerze 1402 (typu 36T), został oddany do eksploatacji 14 kwietnia 2023 roku.

## Galeria

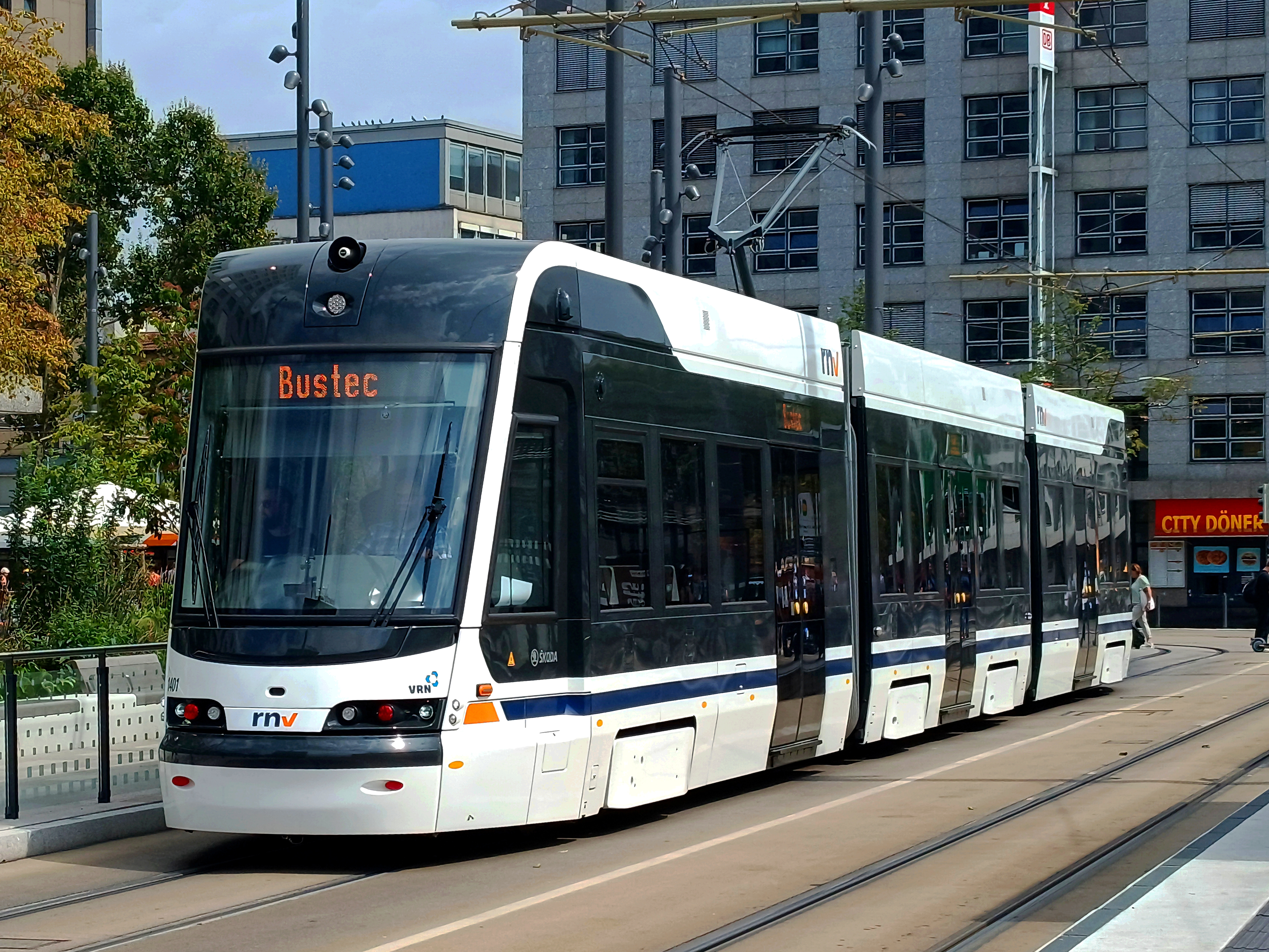
36T nr 1401 przy dworcu w Mannheimie
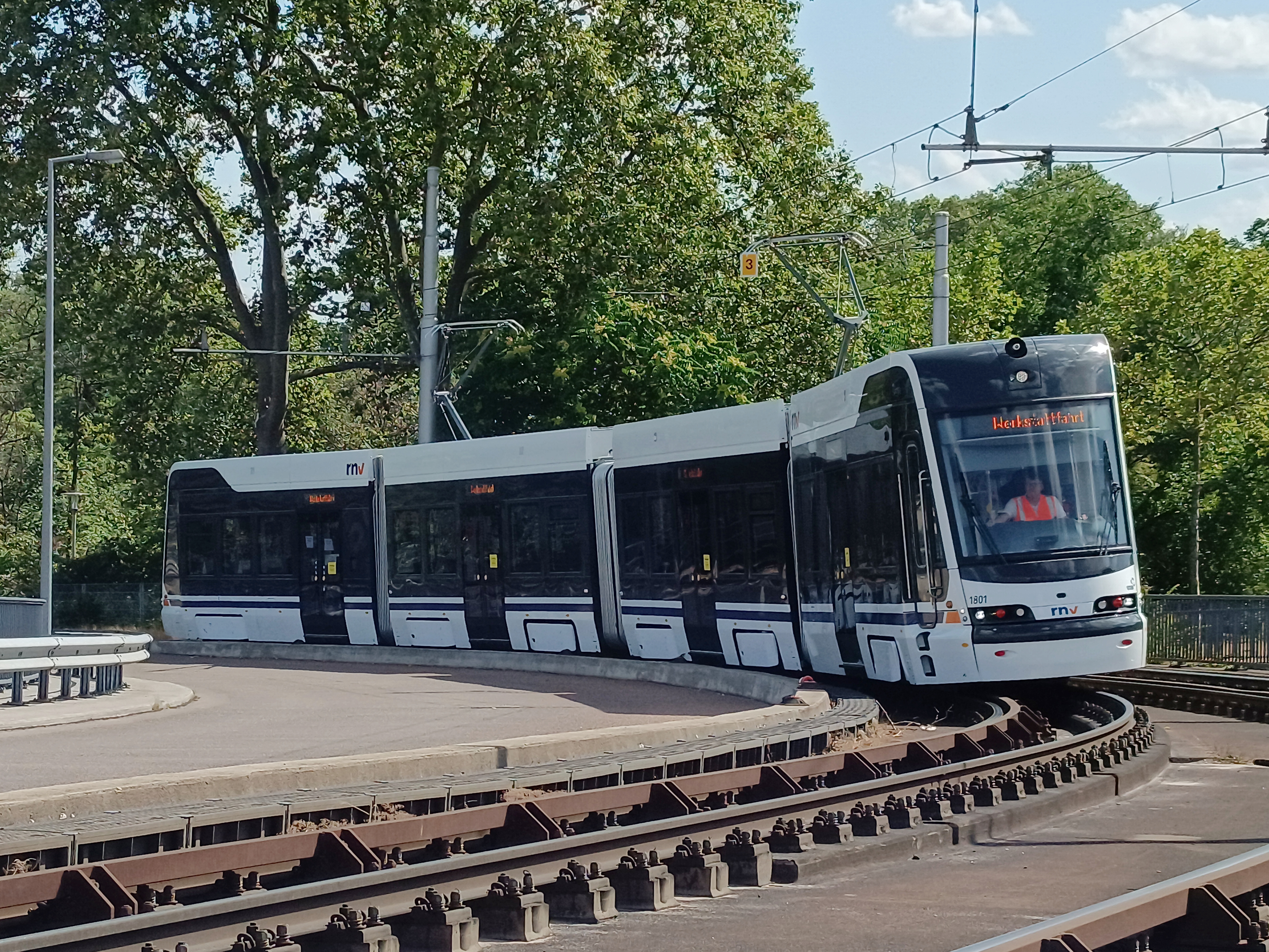
Skład wagonów 1801+1802 na Lindenhofbrücke
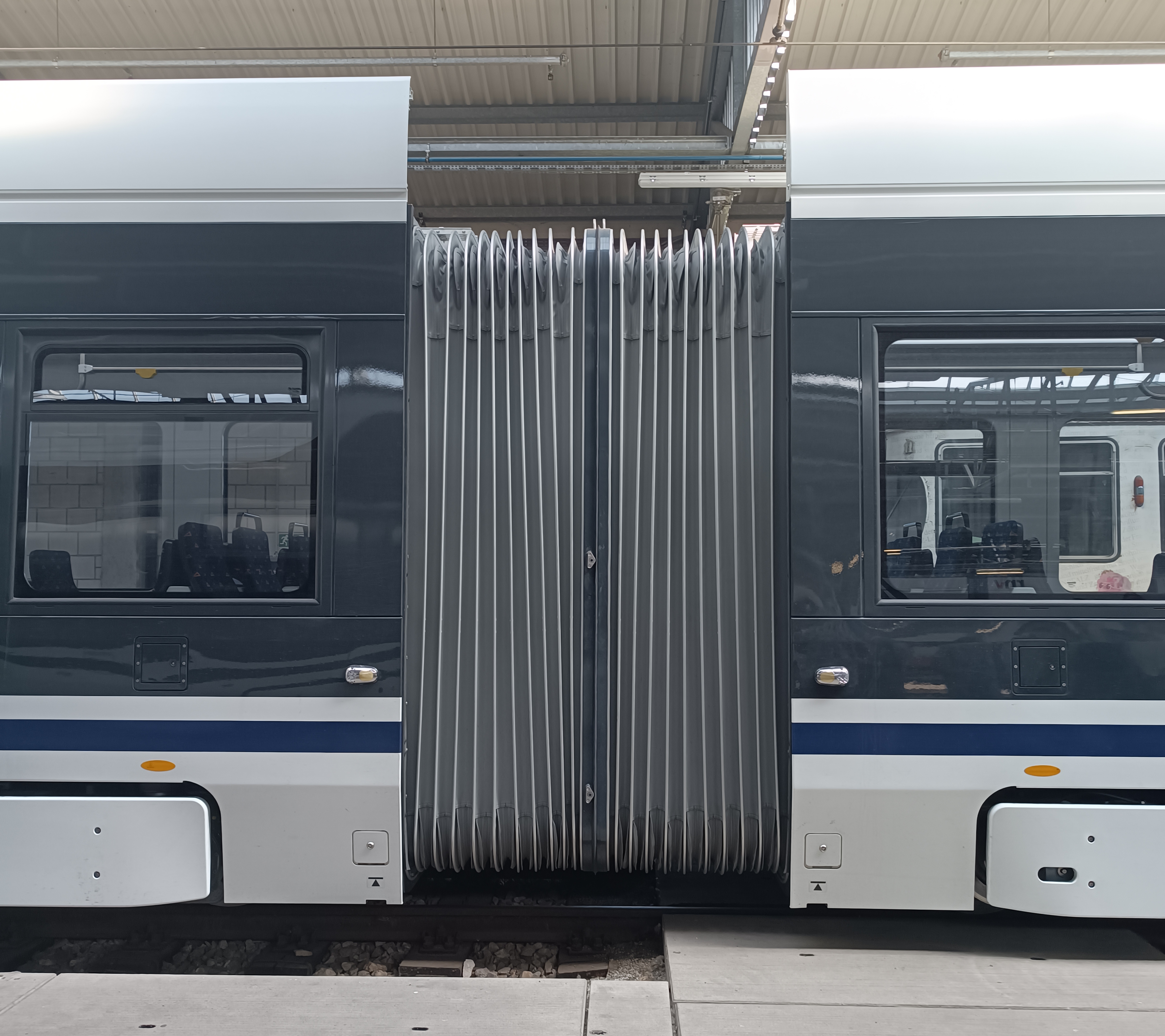
Przejście w składzie wagonów 1801+1802
Tył wagonu 1804
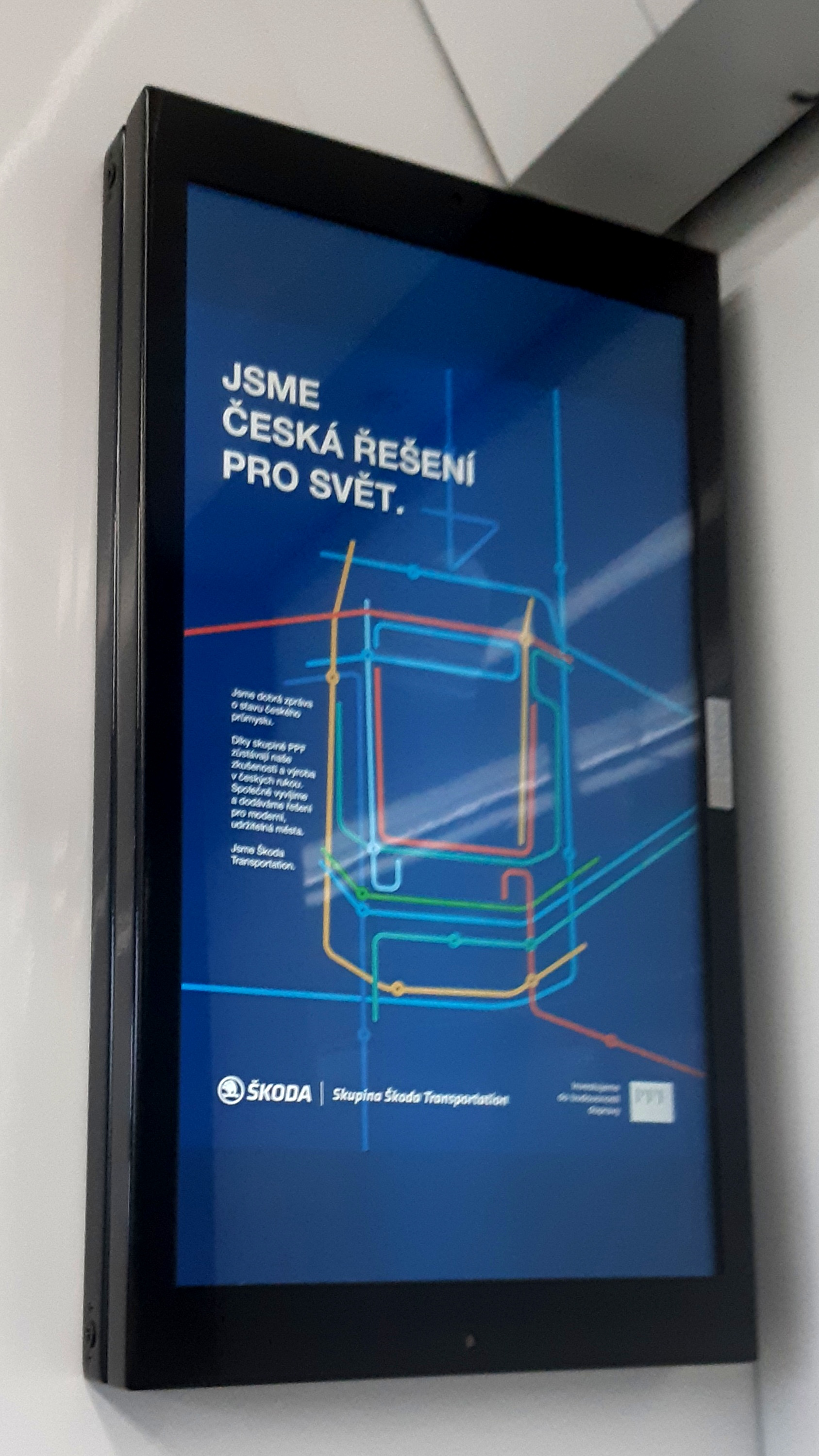
Ekran informacyjny